# Alcibíades Rojas
Alcibíades Rojas (Panamá, Panamá, 15 de agosto de 1986) es un exfutbolista panameño. Jugó de centrocampista y su anterior equipo fue el Sporting San Miguelito de la Liga Panameña de Fútbol. Debutó con la Selección de fútbol de Panamá en la Copa Centroamericana 2013 en Costa Rica y anotó un gol frente a la Selección de fútbol de Guatemala. Actualmente está siendo investigado por las autoridades de su país, por presunto secuestro de personas, luego de ser detenido el 16 de agosto de 2013 por la policía nacional de Panamá.

## Selección nacional
Debutó con la selección de fútbol de Panamá el 11 de enero de 2013 en un partido amistoso contra la selección de fútbol de Guatemala, en la victoria 3-0 en Panamá.

### Participaciones en selección nacional
| Copa                      | Categoría | Sede       | Resultado    | Partidos | Goles |
| ------------------------- | --------- | ---------- | ------------ | -------- | ----- |
| Copa Centroamericana 2013 | Mayor     | Costa Rica | Primera Fase | 2        | 1     |

### Goles internacionales
| Núm. | Fecha               | Lugar                                  | Rival     | Gol | Resultado | Competición               |
| ---- | ------------------- | -------------------------------------- | --------- | --- | --------- | ------------------------- |
| 1    | 24 de enero de 2013 | Estadio Nacional, San José, Costa Rica | Guatemala | 0-2 | 1-3       | Copa Centroamericana 2013 |

## Clubes
| Club                    | País      | Año       |
| ----------------------- | --------- | --------- |
| Chorrillo Fútbol Club   | Panamá    | 2007-2010 |
| Juventud Retalteca      | Guatemala | 2011      |
| Chorrillo Fútbol Club   | Panamá    | 2011-2012 |
| Club Deportivo Victoria | Honduras  | 2012      |
| Atlético Chiriquí       | Panamá    | 2013      |
| Sporting San Miguelito  | Panamá    | 2013-2014 |
| Chorrillo Fútbol Club   | Panamá    | 2014-2015 |
| San Francisco FC        | Panamá    | 2015      |
| CD Plaza Amador         | Panamá    | 2016      |
| Municipal SM            | Panamá    | 2016-2017 |

## Campeonatos nacionales
| Título            | Club                  | País   | Año  |
| ----------------- | --------------------- | ------ | ---- |
| LPF Apertura 2011 | Chorrillo Fútbol Club | Panamá | 2011 |

- Datos: Q16231517